# Buchenroedera holosericea
Buchenroedera holosericea är en ärtväxtart som beskrevs av George Bentham. Buchenroedera holosericea ingår i släktet Buchenroedera och familjen ärtväxter. Inga underarter finns listade i Catalogue of Life.